# Kremná
Kremná (allemand : Krembach ) est un village de Slovaquie situé dans la région de Prešov.

## Histoire
Première mention écrite du village en 1773.

## Démographie

### Évolution de la population
| Année:               | 1994. | 2004.    | 2014.    | 2024.   |
| -------------------- | ----- | -------- | -------- | ------- |
| Nombre de personnes: | 137   | 110      | 95       | 98      |
| Différence:          |       | -19,70 % | -13,63 % | +3,15 % |

| Année:               | 2023. | 2024.   |
| -------------------- | ----- | ------- |
| Nombre de personnes: | 101   | 98      |
| Différence:          |       | -2,97 % |